# Kopalina (powiat namysłowski)
Kopalina (w latach 1936-1945 Winterberg, wcześniej Kopaline i Mauseberg) – wieś w Polsce położona w województwie opolskim, w powiecie namysłowskim, w gminie Pokój.
W latach 1975–1998 miejscowość administracyjnie należała do ówczesnego województwa opolskiego.
W okresie hitlerowskiego reżimu w latach 1936-1945 miejscowość nosiła nazwę Winterberg. 